# Fernando de Alencastre Noroña y Silva
Fernando de Alencastre Noroña y Silva (Madrid, 15 de abril de 1662 - Ciudad de México, 3 de junio de 1717) fue un aristócrata y hombre de estado español titulado III duque de Linares, destacado por su cargo de 35.º Virrey de Nueva España.

## Filiación y primeros años
Fernando de Alencastre Noroña y Silva nació el 15 de abril de 1662 en Madrid, España; fue hijo de Agustín de Alencastre Sande y Padilla, II duque de Abrantes y II marqués de Puerto-Seguro, y de Juana de Noroña y Silva, hermana de José Antonio de Noroña, II duque de Linares.
Nombrado caballero de la Orden de Santiago, alcanzó en ella el cargo de comendador mayor en Portugal, de donde procedía su familia. Por muerte de su tío materno, José Antonio de Noroña, heredó el Ducado de Linares en el año 1703. Además, se le atribuyen los títulos de marqués de Goubea y conde de Portoalegre, y los empleos de gentilhombre de cámara del rey y general de sus ejércitos.
Era viudo de Leonor de Silva, quien había sido pariente suya, habiendo tenido dos hijos que murieron en la infancia. No volvió a casarse, siendo uno de los virreyes solteros.
Es citado erróneamente con los cargos de gobernador de la Toscana, Virrey de Nápoles, de Cerdeña y de Perú, sin que realmente conste en las listas de mandatarios de los referidos territorios.

## Virreinato de Nueva España
Gobernó como Virrey de Nueva España en los años de 1711-1716. Al llegar a Nueva España, se vivieron grandes fenómenos naturales, como una nevada, y un temblor el 16 de agosto de 1711, lo cual provocó que algunos edificios se desmoronaran, así como la muerte de algunos habitantes de las ciudades. El virrey, con su propio dinero, acudió en auxilio de las personas y de la ciudad misma que él gobernaba.
Para procurar buenas relaciones con la Corona inglesa concedió el derecho de la trata de esclavos negros a Nueva España,  introducción que fuera de los límites de la legalidad, dejó grandes riquezas a los ingleses, ya que también introducían a este territorio mercancías de contrabando.
Al poco tiempo de llegar a la Nueva España ordenó la creación y representación de la ópera La Parténope con música de Manuel de Sumaya y estrenada en el Palacio Virreinal de la Ciudad de México el 1 de mayo de 1711. Esta es la primera ópera estrenada en América del Norte y la primera del continente debida a un americano.
Dentro de las acciones de tiempo militar que llevó a la práctica, se toman en cuenta la construcción de cuatro barcos ligeros armados adecuadamente,  para reforzar la armada de Barlovento, así como la compra de 600 fusiles de Cantabria que distribuyó entre las milicias de vecinos. Pidió ante la Corona Española el establecimiento de un comercio regular entre Nueva España y Perú. Puso mucho cuidado en la vigilancia de la Laguna de Términos, porque los ingleses seguían robando madera fina, especialmente palo de tinte.

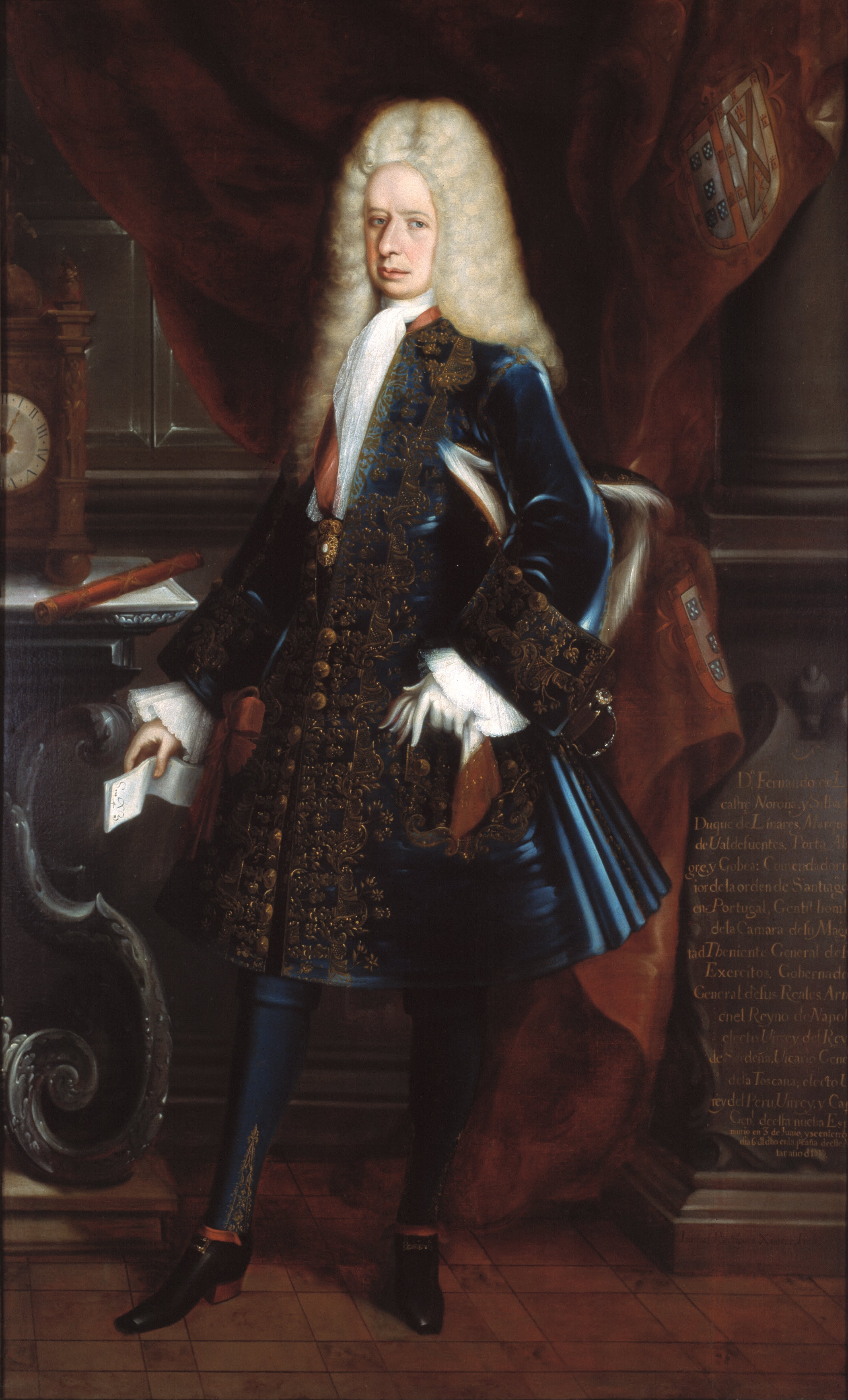
Fernando de Alencastre Noroña y Silva (ca. 1717), por Juan Rodríguez Juárez.

En materia laboral se habían dado en las administraciones de los virreyes anteriores largas discusiones que se dieron sobre las condiciones en que trabajaba y vivía el peonaje, así el Virrey duque de Linares, por el año 1713, detectó y estuvo en contra de lo que la mayor parte de los veedores le habían informado: que las deudas de los trabajadores y peones del campo, debido a los anticipos que se les entregaban, eran realmente impagables, lo que los había condenado a una servidumbre perpetua o de por vida, e incluso de sus hijos y generaciones siguientes, además de que los patrones (por llamarlos en términos modernos) se atribuían una autoridad que les llevaba a apresar a la mujer e hijos del trabajador que se negaba a seguir sirviendo en esas condiciones, con lo cual terminaba este doblegándose y continuar trabajando sin esperanza de liberarse, por lo que trató de impedir que esta situación continuara.
Aunque había abundancia de granos, maíz y frijol, las epidemias mataban a mucha gente que tenía que ser enterrada en fosas comunes. Muchos enfermos estaban abandonados en plena calle. Fundó la primera biblioteca pública, así como el primer museo de animales y plantas de Nueva España. Se llevaron a cabo dos expediciones a Texas, donde fueron establecidas misiones y se fundó una colonia en Nuevo León que se llamó San Felipe de Linares, actual Linares.
En California y Nuevo México, fundó nuevas poblaciones. Explotó los minerales del Real de Asientos y Mapimí, prohibió la fabricación de aguardiente de caña y obligó al clero a comportarse en debida forma, sin dejar lugar a críticas o malentendidos.
Entregó el mando del virreinato en 1716 debido a su estado de salud,  y murió en la Ciudad de México el 3 de junio de 1717, recibiendo sepultura en la Iglesia de San Sebastián, entonces, Convento del Carmen.
| Predecesor: Francisco Fernández de la Cueva y de la Cueva | Virrey de Nueva España 1710-1716 | Sucesor: Baltasar de Zúñiga y Guzmán |